# Urceola latifolia
Urceola latifolia là một loài thực vật có hoa trong họ La bố ma. Loài này được (Pierre ex Spire) Mabb. miêu tả khoa học đầu tiên năm 1994.